# Vanessa Estelle Williams
Vanessa Estelle Williams, a veces acreditada profesionalmente como Vanessa A. Williams (Nueva York, 12 de mayo de 1963), es una actriz y productora estadounidense. Es conocida por sus papeles de Maxine Joseph-Chadway en la serie dramática de Showtime, Soul Food (2000-04), por la que recibió el NAACP Image Award a la mejor actriz en una serie dramática y como Keisha en la película de drama criminal de 1991, New Jack City. Williams también es conocida por su papel de Anne-Marie McCoy en la primera y cuarta de las películas de Candyman, y de Rhonda Blair en la primera temporada de la serie de horario estelar de Fox, Melrose Place (1992–93).

## Primeros años y educación
Williams nació y creció en Brooklyn, Nueva York. Williams tiene tres hermanos. Su madre, Verdell, murió cuando ella tenía 10 años, dejando a Williams a cargo de su abuela, Johnnie Mae Mungen. Ella ha rastreado su ascendencia hasta Georgia y Virginia. Después de la secundaria, obtuvo una licenciatura en teatro y administración de empresas en el Marymount Manhattan College.

## Carrera
Más tarde, Williams pasó a actuar en cine y televisión, y se hizo conocida simplemente como "Vanessa Williams". En el área de la actuación, tuvo un conflicto de nombres con la cantante, actriz y ex Miss América Vanessa Williams (también nacida en 1963). Las reglas del Sindicato de Actores de Cine prohibían la duplicación de nombres escénicos. Vanessa Estelle había registrado primero el nombre "Vanessa Williams", por lo que, como compromiso, la ex Miss América fue acreditada ocasionalmente como "Vanessa L. Williams" en los créditos de actuación. Para agravar la confusión, ambas actrices protagonizaron versiones del drama Soul Food (Vanessa L. Williams en la versión cinematográfica y Vanessa E. Williams en su adaptación a serie de televisión). El Screen Actors Guild finalmente llevó el asunto a arbitraje y decidió que ambas actrices podrían usar el nombre profesional "Vanessa Williams".

### Televisión
Williams comenzó su carrera como actriz en 1989, apareciendo en episodios de The Cosby Show y Law & Order. En 1992, fue elegida para interpretar a Rhonda Blair, el primer y único personaje regular negro, en la serie de horario estelar de Fox, Melrose Place. Fue descartada después de sólo una temporada por falta de dirección. "Creo que no hicieron el esfuerzo de prepararse [para escribir para un personaje negro], ni contratando a un escritor negro ni preguntándome cosas", dijo Williams más tarde.
Más tarde tuvo papeles de estrella invitada en NYPD Blue y Living Single, antes de ser elegida como un personaje regular en el drama legal de ABC, Murder One (1995-1996), creado por Steven Bochco. Recibió su primera nominación al NAACP Image Award como mejor actriz de reparto en una serie dramática por su actuación en el programa. En 1996, Williams tuvo un papel recurrente como la Dra. Grace Carr en la serie dramática médica de CBS, Chicago Hope, por la que recibió una nominación al NAACP Image Award a la Mejor Actriz en una Serie Dramática.

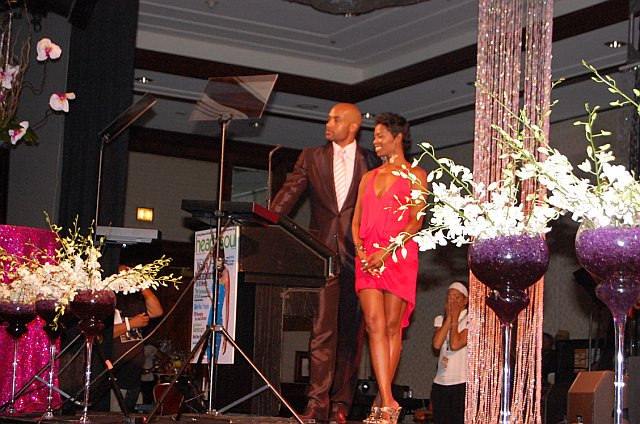
Williams con Boris Kodjoe en 2011

En 2000, Williams fue elegida como Maxine Chadway en la serie dramática de Showtime Soul Food, una continuación de la exitosa película de 1997 del mismo nombre. Nicole Ari Parker y Malinda Williams interpretaron otros dos protagonistas. En la película de 1997, Vanessa L. Williams interpretó el papel principal de Teri Joseph y Vivica A. Fox interpretó a Maxine. Por su actuación, Williams ganó un NAACP Image Award a la mejor actriz en una serie dramática en 2003 y recibió tres nominaciones adicionales. La serie se emitió hasta 2004 y se convirtió en el drama de mayor duración con un elenco predominantemente negro en la historia de la televisión estadounidense en horario de máxima audiencia.
Después de Soul Food, Williams tuvo papeles como estrella invitada en Cold Case, Knight Rider y Lincoln Heights. En 2015, fue elegida para un papel recurrente de la madre de Iris West en la serie de The CW, The Flash. En octubre de 2016, se anunció que había sido elegida para el papel de Valerie Grant en la serie de NBC, Days of Our Lives.

### Películas
En el cine, Williams es conocida por interpretar a Keisha en el thriller policial de 1991 New Jack City junto a Wesley Snipes y Ice T. También es conocida por interpretar a Anne-Marie McCoy en la película de terror de 1992 Candyman junto a Tony Todd y Virginia Madsen. Los años siguientes tuvo pequeños papeles en Drop Squad (1994), Mother (1996), Punks (2000), Like Mike (2002) e Imagine That (2009) junto a la coprotagonista de Soul Food, Nicole Ari Parker. Williams también ha protagonizado varias películas para televisión, incluida su actuación nominada al premio Emmy en Our America (2002). También tuvo papeles en varias producciones más pequeñas en los últimos años. En 2021, volvió a su papel de Anne-Marie McCoy en la cuarta película de la serie de películas Candyman.

## Vida personal
Williams se casó con Andre Wiseman en noviembre de 1992. La pareja tiene dos hijos juntos: Omar Tafari (5 de marzo de 1997) y Haile Zion Ali (nacido en 2003). En abril de 2018, Williams solicitó el divorcio de Wiseman por segunda vez.

## Filmografía

### Películas
| Año  | Título                                 | Papel               | Notas                  |
| ---- | -------------------------------------- | ------------------- | ---------------------- |
| 1991 | New Jack City                          | Keisha              |                        |
| 1992 | Candyman                               | Anne-Marie McCoy    |                        |
| 1994 | Drop Squad                             | Mali                |                        |
| 1996 | Mother                                 | Donna               |                        |
| 1997 | Breakdown                              | -                   | Cortometraje           |
| 1997 | A Woman of Color                       | Thandi Kota         | Película de televisión |
| 1999 | Incognito                              | Wilhelmina Hunter   | Película de televisión |
| 2000 | Punks                                  | Jennifer            |                        |
| 2000 | Playing with Fire                      | Riana Roberts       | Película de televisión |
| 2002 | Our America                            | Sandra Williams     | Película de televisión |
| 2002 | Like Mike                              | Farmacéutica        |                        |
| 2002 | Baby of the Family                     | Gloria              |                        |
| 2003 | Black Listed                           | J.W.                | Video                  |
| 2003 | Allergic to Nuts                       | Jennie              | Cortometraje           |
| 2005 | Gift for the Living                    | Voz                 | Cortometraje           |
| 2007 | Ice Spiders                            | April Sommers       | Película de televisión |
| 2007 | Drawing Angel                          | Thulani             | Cortometraje           |
| 2008 | Hummingbird                            | Donya               | Cortometraje           |
| 2008 | Flirting with Forty                    | Kristine            | Película de televisión |
| 2009 | Imagine That                           | Lori Strother       |                        |
| 2009 | Contradictions of the Heart            | Lea                 | Video                  |
| 2010 | 5150                                   | TJ                  | Cortometraje           |
| 2011 | A Mother's Love                        | Rochelle Richardson |                        |
| 2012 | Sugar Mommas                           | Lynn                | Película de televisión |
| 2012 | Raising Izzie                          | Tonya Freeman       | Película de televisión |
| 2012 | Something Like a Butterfly             | Vonda               | Cortometraje           |
| 2013 | The Get Away                           | Lisa                | Cortometraje           |
| 2013 | And Then...                            | Baybee              | Cortometraje           |
| 2014 | Men, Money & Gold Diggers              | Sandra Winslow      | Película de televisión |
| 2014 | The Last Piece                         | Voz del teléfono    | Cortometraje           |
| 2014 | Crossed the Line                       | Juice               |                        |
| 2016 | The Secret She Kept                    | Beverly             | Película de televisión |
| 2016 | Diva Diaries                           | Alex                |                        |
| 2018 | Thriller                               | Sra. Walker         |                        |
| 2019 | One Fine Christmas                     | Susan               | Película de televisión |
| 2019 | I Left My Girlfriend for Regina Jones  | Rebecca             |                        |
| 2021 | Candyman                               | Anne-Marie McCoy    |                        |
| 2022 | Singleholic                            | Jackie Chisholm     |                        |
| 2022 | Mid-Century                            | Beverly Gordon      |                        |
| 2022 | Remember Me: The Mahalia Jackson Story | Lucille             |                        |
| 2023 | Angie's Cure                           | Carla               |                        |

### Televisión
| Año     | Título                     | Papel              | Notas                                                       |
| ------- | -------------------------- | ------------------ | ----------------------------------------------------------- |
| 1989    | Dream Street               | -                  | Episodio: "Pilot"                                           |
| 1989–91 | The Cosby Show             | Jade/Cheryl        | Recurrente: Temporada 5 & 7                                 |
| 1990    | Law & Order                | Vera               | Episodio: "Happily Ever After"                              |
| 1992–93 | Melrose Place              | Rhonda Blair       | Protagonista: Temporada 1                                   |
| 1995    | NYPD Blue                  | Kira               | Episodio: "Don We Now Our Gay Apparel"                      |
| 1995    | Living Single              | Hellura            | Episodio: "Another Saturday Night"                          |
| 1995–96 | Murder One                 | Lila               | Protagonista: Temporada 1                                   |
| 1996    | Buddies                    | Janice Rollins     | Episodio: "Marry Me... Sort Of"                             |
| 1996    | Malcolm &amp; Eddie        | Stephanie          | Episodio: "Big Brother Is Watching"                         |
| 1996    | Chicago Hope               | Grace Carr         | Recurrente: Temporada 3                                     |
| 1997    | Jungle Cubs                | Trech (voz)        | Episodio: "The Ape That Would Be King"                      |
| 1997    | Between Brothers           | Rebecca            | Episodio: "The Interview"                                   |
| 1998    | The Pretender              | Denise Clements    | Episodio: "Collateral Damage"                               |
| 1998    | The Steve Harvey Show      | Nina               | Episodio: "Rent"                                            |
| 1999    | Total Recall 2070          | Violet Whims       | Episodio: "Self-Inflicted"                                  |
| 2000–04 | Soul Food                  | Maxine Chadway     | Protagonista                                                |
| 2001    | Heavy Gear                 | Sonja Briggs (voz) | Recurrente: Temporada 1                                     |
| 2003    | E! True Hollywood Story    | Ella misma         | Episodio: "Melrose Place"                                   |
| 2007    | Cold Case                  | Crystal Stacy      | Episodio: "Shuffle, Ball Change"                            |
| 2008–09 | Lincoln Heights            | Naomi Bradshaw     | Invitada: Temporada 3-4                                     |
| 2009    | Knight Rider               | Olara Kumali       | Episodio: "Don't Stop the Knight" & "Day Turns Into Knight" |
| 2009    | Todo el mundo odia a Chris | Tallulah Lafitte   | Episodio: "Everybody Hates Bomb Threats"                    |
| 2015–20 | The Bay                    | Cleo Harris        | Recurrente: Temporada 4, Invitada: Temporada 6              |
| 2015–23 | The Flash                  | Francine West      | Recurrente: Temporada 2, Invitada: Temporada 3 & 9          |
| 2016–22 | Days of Our Lives          | Valerie Grant      | Personaje regular                                           |
| 2017    | Unsung Hollywood           | Ella misma         | Episodio: "Ice-T"                                           |
| 2017    | Major Crimes               | Zora Sax           | Episodio: "Intersection"                                    |
| 2017–18 | Famous in Love             | Ida Turner         | Recurrente                                                  |
| 2018    | 40 and Single              | Bertha Brown       | Protagonista                                                |
| 2018    | A Luv Tale: The Series     | Candice            | Protagonista                                                |
| 2020    | Two Degrees                | Vanessa            | Episodio: "Bonus Adults"                                    |
| 2021    | American Horror Stories    | Eleanor Berger     | Episodio: "Ba'al"                                           |
| 2021–22 | 9-1-1                      | Claudette Collins  | Recurrente: Temporada 5                                     |
| 2021–23 | The L Word: Generation Q   | Pippa Pascal       | Recurrente: Temporada 2, Invitada: Temporada 3              |